# Слана (Аляска)
Слана (англ. Slana, атна Stl’ana) — статистически обособленная местность в зоне переписи населения Коппер-Ривер, штат Аляска, США.

## География
Площадь статистически обособленной местности составляет 657,3 км², из которых 654,9 км² — суша и 2,4 км² — открытые водные пространства. Расположена в месте, где река Слана впадает в реку Коппер, в 85 км к юго-западу от статистически обособленной местности Тоук.

## Население
По данным переписи 2000 года, население статистически обособленной местности составляло 124 человек. Расовый состав: коренные американцы — 13,71 %; белые — 80,65 %; азиаты — 0,81 %; представители двух и более рас — 2,42 %; представитель других рас — 2,42 %.
Из 62 домашних хозяйств в 14,5 % — воспитывали детей в возрасте до 18 лет, 43,5 % представляли собой совместно проживающие супружеские пары, в 3,2 % семей женщины проживали без мужей, 50,0 % не имели семьи. 43,5 % от общего числа семей на момент переписи жили самостоятельно, при этом 14,5 % составили одинокие пожилые люди в возрасте 65 лет и старше. В среднем домашнее хозяйство ведут 2,00 человек, а средний размер семьи — 2,74 человек.
Доля лиц в возрасте младше 18 лет — 20,2 %; лиц старше 65 лет — 14,5 %. Средний возраст населения — 46 лет. На каждые 100 женщин приходится 129,6 мужчин; на каждые 100 женщин в возрасте старше 18 лет — 147,5 мужчин.

## Экономика и транспорт
Средний доход на совместное хозяйство — $19 583; средний доход на семью — $57 917. Средний доход на душу населения — $20 018. Около 20 % семей и 23,5 % жителей живут за чертой бедности, включая 62,5 % лиц в возрасте младше 18 лет и 14,3 % лиц старше 65 лет.
Слана соединена автомобильными дорогами (шоссе Гленн и Ричардсон) с другими городами штата. Ближайший аэропорт находится в населённом пункте Чисточина.